# Technology Enhanced Learning
Technology Enhanced Learning ou TEL é uma área da educação que se ocupa do estudo das tecnologias sobre o aprendizado.

## Blogs
- «Helge Scherlund's eLearning news blog»
- «At technorati»
- «At del.icio.us»